# Hà Tiên thập cảnh khúc vịnh
Hà Tiên thập cảnh khúc vịnh (chữ Nho: 河仙什景曲詠), hay Hà Tiên Quốc âm thập vịnh (河仙國音什詠) tức Vịnh mười cảnh đẹp Hà Tiên bằng Quốc âm, là tên một tập thơ chữ Nôm do Mạc Thiên Tứ (1718-1780) sáng tác tại Hà Tiên (Việt Nam).

## Phát hiện
Hà Tiên thập cảnh tổng vịnh, đã được thi sĩ Đông Hồ phát hiện và công bố vào năm 1960. Theo ông, thì mười bài thơ Nôm trong thi phẩm này, hầu hết đều theo vần và đầu đề của mười bài thơ Hán, nên rất có thể Hà Tiên thập cảnh khúc vịnh được tác giả làm sau khi tập thơ chữ Hán là Hà Tiên thập vịnh đã cơ bản hoàn thành (khoảng 1736).
Lý giải vì sao, những danh sĩ đương thời như: Nguyễn Cư Trinh, Lê Quý Đôn, và người sau thời đó là Trịnh Hoài Đức, cũng không hề nhắc đến tên thi phẩm; Đông Hồ cho biết có thể vì lúc bấy giờ văn chương Nôm chưa được coi trọng; và còn vì Hà Tiên thập cảnh khúc vịnh chưa được khắc in.
Mặc dù vậy, nhờ những người dân ở Hà Tiên thuộc lòng; nhờ Đông Hồ bỏ công tìm tòi, sao chép, bổ khuyết và chú thích; mà Hà Tiên thập cảnh khúc vịnh mới chính thức có mặt trên thi đàn và có được diện mạo khá trọn vẹn như ngày nay.

## Giới thiệu

### Tên gọi
Ban đầu, tập thơ có tên là Hà Tiên Quốc âm thập vịnh, nhưng sau khi sưu tầm và chỉnh lý xong, Đông Hồ xét thấy cái tên này không ổn. 
Ông giải thích: Bởi nó là một khúc vịnh thể lục bát gián thất, chia làm 10 đoạn. Mỗi đoạn nói về một cảnh, và kết đoạn đó bằng một bài thơ Nôm Đường luật. Cuối cùng có một bài luật Nôm làm lời tổng vịnh mười cảnh, nhắc lại tên mười cảnh và vị trí mười cảnh có liên quan với nhau. Vần thơ lục bát và vần thơ luật, trên dưới vẫn cắn liền nhau; 334 câu lục bát gián thất cùng 88 câu của 11 bài Đường luật, tất cả là 422 câu liên ngâm không gián đoạn. Số câu này tương đương với khúc Chinh phụ ngâm (412 câu), và dài hơn khúc Cung oán ngâm khúc (356 câu). Cứ theo thể tài và thể thức đó, thì nên đề là Hà Tiên thập cảnh khúc vịnh là phải, cũng như trước đó, đã có Tứ thời khúc vịnh của Hoàng Sĩ Khải. Đây là lối khúc vịnh cổ, cũng như các ngâm khúc, thuộc về thể văn thịnh hành thời cuối Lê.

### Hình thức
Trước đây, vào năm 1970, trong tập sách nhỏ có nhan đề là Hà Tiên thập cảnh và Đường về Hà Tiên; hai tác giả là Đông Hồ và Mộng Tuyết, sau đoạn dẫn giải như trên, đã nói thêm hai ý: 
- Hà Tiên thập cảnh khúc vịnh khác hơn các khúc vịnh và khúc ngâm khác, ở chỗ nó mở đầu bằng câu lục, chứ không phải bằng câu thất; toàn thể câu thất đầu đều hiệp vần ở chữ thứ 3 (thông thường thì hiệp vần ở chữ thứ 5), và chữ cuối khúc vịnh đều hiệp vần chữ cuối câu đầu của bài Đường luật.

Lấy đoạn cuối bài Châu Nham lạc lộ làm thí dụ:
Đã hay có chỗ về đi,
Người lành chưa dễ mất khi đỗ đình.
Một chữ tình lại thêm chữ kiểng,
Chạnh lòng này mấy tiếng trường ngôn.
Thơ rằng:
Biết chỗ mà nương ấy mới khôn
Bay về đầm cũ mấy mươi muôn...
- Khi chép lại mười bài thơ này, phải chép cho có thứ tự trên dưới, trước sau. Tuy là mười bài, nhưng thực ra chỉ là một khúc...Vì khi làm, tác giả đã cố ý xếp đặt như vậy...[4]

Thể theo ý này, Hà Tiên thập cảnh khúc vịnh được phân bố như sau:
- Kim Dữ lan đào: gồm một khúc vịnh 34 câu (1-34) và một bài thơ Đường luật.
- Bình San điệp thúy: gồm một khúc vịnh 30 câu (35- 64) và một bài thơ Đường luật.
- Tiêu Tự thần chung: gồm một khúc vịnh 34 câu (65-98) và một bài thơ Đường luật.
- Giang Thành dạ cổ: gồm một khúc vịnh 36 câu (99-134) và một bài thơ Đường luật.
- Thạch Động thôn vân: gồm một khúc vịnh 32 câu (135-166) và một bài thơ Đường luật.
- Châu Nham lạc lộ: gồm một khúc vịnh 34 câu (167-201) và một bài thơ Đường luật.
- Đông Hồ ấn nguyệt: gồm một khúc vịnh 34 câu (201-234) và một bài thơ Đường luật.
- Nam Phố trừng ba: gồm một khúc vịnh 32 câu (235-266) và một bài thơ Đường luật.
- Lộc Trĩ thôn cư: gồm một khúc vịnh 34 câu (167-300) và một bài thơ Đường luật.
- Lư Khê ngư bạc: gồm một khúc vịnh 34 câu (301-334) và một bài thơ Đường luật.

Cuối tập, là một bài thơ Đường luật có tựa đề Hà Tiên thập cảnh tổng vịnh.

### Nội dung
Do chung đề tài với Hà Tiên thập vịnh, nên nội dung Hà Tiên thập cảnh khúc vịnh cũng không khác mấy. Nghĩa là, tác giả (Mạc Thiên Tứ) chọn và đặt tên cho mười đầu bài, ngoài việc đề vịnh danh thắng; họ Mạc còn có dụng ý tuyên truyền thế lực của mình, phô trương sự phồn thịnh nơi mình cai quản, đồng thời còn để nói lên chí khí, hoài bão và tâm sự của mình.
Sau đây là bài Hà Tiên thập cảnh tổng vịnh nằm ở cuối tập. Nó được xem như là một thư mục, một bản tổng kết mấy nét chính có trong tập thơ:
Mười cảnh Hà Tiên rất hữu tình,
Non non nước nước gẫm nên xinh.
Đông Hồ, Lộc Trĩ luôn dòng chảy,
Nam Phố, Lư Khê một mạch xanh.
Tiêu Tự, Giang Thành, chuông trống ỏi,
Châu Nham, Kim Dự cá chim quanh.
Bình San, Thạch Động là rường cột,
Sừng sựng muôn năm cũng để dành.

## Giá trị trong văn học
Giá trị nội dung và nghệ thuật của Hà Tiên thập cảnh khúc vịnh được ghi nhận như sau:
Theo GS. Nguyễn Huệ Chi, thì trong các tác phẩm của Mạc Thiên Tứ còn lưu lại, có lẽ là tập thơ này là đáng chú ý hơn cả. Nội dung tập thơ cũng có phần giống với Hà Tiên thập vịnh chữ Hán, nhưng do nói tiếng nói trực tiếp của dân tộc nên tình cảm biểu hiện thoải mái tự nhiên hơn, lòng tự hào về đất nước cũng có nét khởi sắc hơn.
Đặc biệt, thơ Nôm của ông bình dị, rất gần ngôn ngữ của quần chúng, mà vẫn không kém phần trau chuốt. Mặc dù có nhiều từ cổ, có những từ ngữ của địa phương miền Nam, lại gieo vần ở chữ chữ thứ ba câu thất đầu; nhưng những vần thơ lục bát gián thất của Mạc Thiên Tứ vẫn óng ả, duyên dáng, cũng như những bài luật Nôm của ông tuy cổ kính mà vẫn tươi tắn sinh động, không khác mấy với thơ văn đương thời thịnh hành ở Đàng Ngoài. Đó là lý do khiến cho thơ Nôm của ông phổ biến rộng rãi trong nhân dân địa phương lúc bấy giờ và vẫn tồn tại trong trí nhớ của nhiều người sau gần ba thế kỷ.
Xét khía cạnh khác, thi sĩ Đông Hồ viết: 
Người con lai Tàu đó, chịu khó tập luyện văn chương Nôm, thật là một điều thú vị. Chúng ta nên nhớ điều này, tập tiếng Việt ngày xưa không phải là điều kiện bắt buộc như chúng ta ngày nay; hơn nữa, ông Tổng binh đại Đô đốc trấn Hà Tiên và là Minh chủ Chiêu Anh Các (ý nói Mạc Thiên Tứ), có ai bắt buộc, có ai đòi hỏi phải làm văn tiếng Việt đâu...Ấy thế mà ông đã làm nên một tập thơ Nôm trường thiên dài 422 câu, vừa lục bát gián thất, vừa Đường luật bát cú, liên hành. Nếu không phải nhờ tiếng Việt có sức hấp dẫn làm cho tâm hồn ông yêu say đắm, thì còn vì cớ gì được nữa...
Diễn giải thêm ý của Đông Hồ, trong một bài viết của GS. Lê Đình Kỵ có đoạn:
Thành tựu nổi bật hơn là nội dung chữ Hán (Hà Tiên thập vịnh) của Mạc Thiên Tứ còn được diễn đạt bằng thơ Nôm và theo thể thơ tiếng Việt. Nhìn rộng ra cả nước, thì thơ văn chữ Hán và chữ Hán vẫn được tôn trọng hàng đầu. Vậy vì cái gì đã khiến Mạc Thiên Tứ làm thơ bằng tiếng Nôm và đã đạt được những thành tựu đó?
Có thể người cai quản trấn Hà Tiên, là Mạc Thiên Tứ, đã biết lợi dụng tiếng Nôm để làm phương tiện tuyên truyền; nhưng cái chính vẫn là do lòng Mạc Thiên Tứ yêu mến trân trọng tiếng Việt, đất nước và con người Việt; cảm thấy sự nghiệp, vận mệnh của mình gắn bó với nhân dân Hà Tiên, có mối cảm thông với tâm tư khát vọng của người dân thường Việt Nam. Ta không nên quên rằng Mạc Thiên Tứ sinh trưởng ở Việt Nam, mẹ là người Việt Nam, và lấy vợ cũng là người Việt Nam...
Bởi những giá trị có trong thi phẩm này, đã gợi ý cho Nguyễn Cư Trinh sáng tác "Quảng Ngãi thập nhị cảnh".